# Улица Горького (Красноярск)
Улица Горького (ранее Архиерейский переулок, 2–й Садовый переулок) — улица в Красноярске, на границе Центрального и Железнодорожного районов.
Пересекается с проспектом Мира, а также с улицами Ады Лебедевой, Бограда, Карла Маркса, Красной Армии, Ленина и Республики.

## История
В 1828 году в Красноярске был определён участок для городского сада. По западной границе этого сада проходил 2-й Садовый переулок.
В 1864 году рядом с переулком построено деревянное административное здание енисейской епархии, в результате чего переулок был переименован в Архиерейский.

В 1921 году по решению специальной комиссии по наименованию внутригородских объектов переулок был переименован в честь писателя Максима Горького.

В 1990 году согласно решению исполкома Красноярского краевого Совета народных депутатов, часть строений на улице Горького признаны памятниками истории и культуры местного значения, подлежащих государственной охране.
- Исторические здания на ул. Горького до реставрации
- ул. Горького, 13
- ул. Горького, 15
- ул. Горького, 17

В 2012 году началась масштабная реставрация части улицы в рамках программы «Обеспечение сохранности и эффективное использование объектов культурного наследия города Красноярска на 2010–2012 годы». Часть улицы оказалась закрыта для автомобилей, став пешеходным участком. Все дома подверглись разборке и оценке состояния их конструкций. Ветхие части воссозданы с учётом исторических технологий. Появились стилизованные под старину уличные фонари, скамьи и мусорные урны. Инвестором реставрации зданий выступило АО «РУСАЛ», а все работы завершены в 2021 году.
В 2024 году Красноярская епархия предложила вернуть улице историческое название «Архиерейский переулок», чем вызвала неоднозначную оценку среди жителей города. 

## Исторический квартал
Основой улицы Горького является «Исторический квартал» — комплекс деревянного архитектурного зодчества исторической части города, расположенный рядом с Центральным парком. Строения представляют собой объекты культурного наследия регионального значения.

### Усадьба врача Н. А. Гланца
Бревенчатый двухэтажный дом с балконом построен после 1913 года для врача Николая Гланца. Первый этаж предназначался для приёма больных, второй для проживания самого доктора и его семьи. 19 апреля 1920 года в здании была открыта первая народная консерватория, в последствие сыгравшая значительную роль в развитии музыкальной городской культуры. Её первым директором был композитор и педагог Николай Иванов-Радкевич. С 1933 года консерватория преобразована в краевое музыкальное училище, в организацию которого внёс большой вклад оперный и камерный певец Пётр Словцов. До 2012 года здание являлось жилым домом.
Адрес: ул. Горького, 11. В настоящее время используется как общественно-деловой центр.
 Объект культурного наследия народов РФ регионального значения. Рег. № 241420126320005 (ЕГРОКН)

### Флигель купца С. В. Телегина
Крупный двухэтажный деревянный дом в 1910-х годах для купца 2-й гильдии Созонта Телегина. В 1920-х годах в нём размещались жилищные товарищества и кооперативы. В 1961 году стал базой отдела рабочего снабжения Красноярского леспромхоза. Как и другие здания по соседству, играло роль жилого строения. Также частично сохранились несколько печей, каждая из которых отапливала по несколько помещений.
Адрес: ул. Горького, 13. Сейчас здание функционирует в качестве гостиницы.
 Объект культурного наследия народов РФ регионального значения. Рег. № 241510398260015 (ЕГРОКН)

### Усадьба купца С. В. Телегина
Двухэтажный деревянный дом построен купцом Созонтом Телегиным в 1900-х годах. Кроме хозяйских помещений в здании располагались отдельные квартиры, которые владелец сдавал в аренду. Частичная реконструкция проводилась в 1958, 1982 и 1985 годах. Утрачены некоторые декоративные элементы дома и въездных ворот. 
Адрес: ул. Горького, 15. Как и флигель, в настоящее время является гостиницей.
 Объект культурного наследия народов РФ регионального значения. Рег. № 241510398260025 (ЕГРОКН)

### Усадьба мещанина Г. П. Некрасова
Старейший жилой дом ансамбля, построенный для мещанина Григория Некрасова в 1903–1904 годах. Усадьба отличается яркой выразительностью народного плотницкого мастерства, цельностью внушительного объёма, строгостью и чистотой пропорций. После 1927 года, дом стал собственностью военного ведомства, и в нём получили квартиры военнослужащие.
Адрес: ул. Горького, 17. Внутри здания после реставрации размещены офисные помещения.
 Объект культурного наследия народов РФ регионального значения. Рег. № 241720828120005 (ЕГРОКН)

## Достопримечательности
Помимо зоны исторической застройки, на улице Горького также находится несколько других городских достопримечательностей:
- Усадьба мещанина Иосифа Колесникова;
- Центральный парк им. Максима Горького;
- Памятник Святому архиепископу Луке;
- Здание управления Красноярской железной дороги;
- Красноярский архиерейский дом;
- Красноярская духовная семинария (гарнизонный военный госпиталь).